# Джейкс, Брайан
Джеймс Бра́йан Джейкс (англ. James Brian Jacques; 15 июня 1939 — 5 февраля 2011) — английский писатель, автор сериала «Рэдволл».

## Биография
Родился 15 июня 1939 года в Ливерпуле. В 15 лет Брайан окончил школу. Путешествуя с торговым судном, он посетил Нью-Йорк, Вальпараисо, Сан-Франциско, Иокогаму. Затем вернулся в Ливерпуль, где сменил много профессий.
В том числе был моряком, почтальоном и полицейским, портовым грузчиком, клоуном и водителем грузовика, а ещё занимался боксом.
В 1960-е Брайан со своими братьями и друзьями организовал фолк-группу «Ливерпульские рыбаки». Свою литературную карьеру начал в драматургии.
Джейкс написал повесть «Рэдволл» для детей из школы для слепых в Ливерпуле. Школьный учитель прочитал «Рэдволл» и отдал издателям, которые предложили Джейксу заключить контракт на пять книг сериала. В 1999 году был снят мультсериал по произведению.
Джейкс вёл еженедельную передачу Jakestown на радио BBC до октября 2006 года.
5 февраля 2011 года Брайан Джейкс умер от сердечного приступа в возрасте 71 года.

### Серия «Рэдволл»
- Воин Рэдволла (англ. Redwall)
- Война с Котиром (англ. Mossflower)
- Поход Матиаса (англ. Mattimeo)
- Мэриел из Рэдволла (англ. Mariel of Redwall)
- Саламандастрон (англ. Salamandastron)
- Мартин Воитель (англ. Martin the Warrior)
- Колокол Джозефа (англ. The Bellmaker)
- Изгнанник[англ.] (англ. Outcast of Redwall)
- Жемчуг Лутры (англ. The Pearls of Lutra)
- Дозорный отряд (англ. The Long Patrol)
- Белые лисы (англ. Marlfox)
- Легенда о Льюке (англ. The Legend of Luke)
- Последняя битва (Лорд Броктри) (англ. Lord Brocktree)
- Талисман из Рэдволла (англ. The Taggerung)
- Трисс Воительница (англ. Triss)
- Меч Мартина (англ. Loamhedge)
- Клятва воина (англ. Rakkety Tam)
- Остров Королевы (Великая Рулэйн) (англ. High Rhulain)
- Непобедимая Моди (Эулалиа!) (англ. Eulalia!)
- Блуждающие Огни (англ. Doomwyte)
- Соболиная Королева (англ. The Sable Quean)
- Морские Бродяги (англ. The Rogue Crew)

### Серия «Племена Рэдволла»
- Барсуки (англ. Badgers) (2002)
- Выдры (англ. Otters) (2002)
- Мыши (англ. Mice) (2003)

### Серия «Потерпевшие кораблекрушение»
Детективно-приключенческий сериал про мальчика Бена и его собаку, спасшихся с «Летучего Голландца».
- Двое с «Летучего Голландца» (англ. Castaways of the Flying Dutchman) (2001)
- Возвращение корабля-призрака (англ. The Angel's Command) (2003)
- Voyage of Slaves (14 сентября 2006)